# Els genets
 Els genets  (títol original en anglès: The Horsemen) és una pel·lícula estatunidenca dirigida per John Frankenheimer del 1971, adaptació de la novel·la The Horsemen de Joseph Kessel. Ha estat doblada al català.

## Argument
La pel·lícula conta l'epopeia d'un cavaller en terres afganeses, intentant oblidar el record de la seva derrota en un torneig eqüestre, el Bouzkachi, a Kabul.

## Repartiment
- Omar Sharif: Uraz
- Leigh Taylor-Young: Zareh
- Jack Palance: Tursen
- David de Keyser: Mukhi
- Peter Jeffrey: Hayatal
- Mohammad Shamsi: Osman Bey
- George Murcell: Mizrar
- Eric Pohlmann
- Tom Tryon